# Västra Vemmerlöv
Västra Vemmerlöv är kyrkbyn i Västra Vemmerlövs socken och en småort på Söderslätt i Trelleborgs kommun, Skåne län. Här finns Västra Vemmerlövs kyrka.
Järnvägen Kontinentalbanan, mellan Malmö och Trelleborg, går igenom orten. Västra Vemmerlöv hade förr en station vid banan, vilken lades ner år 1971 när persontågen slutade gå mellan Malmö och Trelleborg.  I samband med att persontrafiken skulle återupptas vintern 2015 utreddes frågan om en återöppning av Västra Vemmerlövs station. Så blev dock inte fallet - dock byggdes ett nytt mötesspår i orten.